# Michael Smith (biskup)
Michael Smith (ur. 6 czerwca 1940 w Oldcastle) – irlandzki duchowny rzymskokatolicki, w latach 1990–2018 biskup Meath.